# آشاغی آی‌دره (هاناک)
آشاغی آی‌دره (به ترکی استانبولی: Aşağıaydere، به ارمنی: Ցուրմալ Ներքին) یک منطقهٔ مسکونی در ترکیه است که در هاناک واقع شده‌است.